# Ernst-Ulrich Petersmann
Ernst-Ulrich Petersmann (* 26. August 1945 in Hamburg) ist ein deutscher Jurist.

## Leben
Er studierte Rechts- und Wirtschaftswissenschaften (1964–1970) an den Universitäten Berlin, Heidelberg, Freiburg im Breisgau, Genf und der London School of Economics (1976 Doctor iuris utriusque an der Universität Heidelberg, 1977 zweite juristische Staatsprüfung). Nach der  Habilitation 1989 für schweizerisches und deutsches öffentliches Recht, europäisches Recht und internationales Recht an der Universität Fribourg ist er seit 2001 Professor für internationales und europäisches Recht am European University Institute.
Seine Forschungsinteressen sind internationales Recht, insbesondere internationales Wirtschaftsrecht, Umweltrecht und Menschenrechtsrecht, europäisches Recht, insbesondere Verfassungs- und Außenbeziehungsrecht der EU und deutsches und schweizerisches öffentliches Recht, insbesondere Verfassungsrecht.

## Schriften (Auswahl)
- Wirtschaftsintegrationsrecht und Investitionsgesetzgebung der Entwicklungsländer. Grundprobleme, rechtsvergleichende und multidisziplinäre Aspekte. Baden-Baden 1974, ISBN 3-7890-0120-1.
- Constitutional functions and constitutional problems of international economic law. International and domestic foreign trade law and foreign trade policy in the United States, the European Community and Switzerland. Fribourg 1991, ISBN 2-8271-0533-0.
- International and European trade and environmental law after the Uruguay Round. London 1995, ISBN 90-411-0857-2.
- The GATT/WTO dispute settlement system. International law, international organizations, and dispute settlement. London 1997, ISBN 90-411-0933-1.